# 卡里尼亚尼亚
卡里尼亚尼亚（葡萄牙語：Carinhanha）是巴西巴伊亚州的一个市镇。总面积2751.856平方公里，总人口28517人，人口密度10.4人/平方公里。